# Kevin Pollak
Pour les articles homonymes, voir Kevin et Pollak.
Kevin Pollak est un acteur et humoriste américain, né le 30 octobre 1957 à San Francisco (Californie).

## Biographie
Kevin Elliot Pollak est le fils d'Elaine Harlow et Bob Pollak.

### Carrière
Kevin Pollak  commence à l'âge de dix ans par l'interprétation d'un monologue comique et devient professionnel dix ans plus tard.
En 1988, il décroche le rôle de Rool dans le film Willow de Ron Howard et c'est à partir de là que sa carrière active d'acteur débute.

## Filmographie

### Cinéma

#### Longs métrages
- 1987 : Million Dollar Mystery de Richard Fleischer : officier Quinn
- 1988 : Willow de Ron Howard : Rool
- 1990 : Avalon de Barry Levinson : Izzy Kirk
- 1991 : Los Angeles Story (L.A. Story) de Mick Jackson : Frank Swan
- 1991 : Le Menteur et le Tricheur (Another You) de Maurice Phillips : Phil
- 1991 : Ricochet de Russell Mulcahy : inspecteur Larry Doyle
- 1992 : Des hommes d'honneur (A Few Good Men) de Rob Reiner : lieutenant Sam Weinberg
- 1993 : The Opposite Sex and How to Live with Them de Matthew Meshekoff : Eli
- 1993 : L'Été indien (Indian Summer) de Mike Binder : Brad Berman
- 1993 : Wayne's World 2 de Stephen Surjik : Jerry Segel
- 1993 : Les Grincheux (Grumpy Old Men) de Donald Petrie : Jacob Goldman
- 1994 : Trou de mémoire (Clean Slate) de Mick Jackson : Rosenheim
- 1995 : Chameleon (en) de Michael Pavone : Matt Gianni
- 1995 : Miami Rhapsodie (Miami Rhapsody) de David Frankel : Jordan Marcus
- 1995 : Usual Suspects (The Usual Suspects) de Bryan Singer : Todd Hockney
- 1995 : Canadian Bacon de Michael Moore : Stuart Smiley, conseiller de la Sécurité Nationale
- 1995 : Casino de Martin Scorsese : Phillip Green
- 1995 : Les Grincheux 2 (Grumpier Old Men) de Howard Deutch : Jacob Goldman
- 1996 : Kid... napping ! (House Arrest) de Harry Winer : Ned Beindorf
- 1996 : That Thing You Do! de Tom Hanks : « Boss Vic Koss » Victor Kosslovich
- 1997 : La Dernière Cavale (Truth or Consequences, N.M.) de Kiefer Sutherland : Gordon Jacobson
- 1998 : Buffalo '66 de Vincent Gallo : TV Sportscaster
- 1998 : Parrain malgré lui (Hoods) de Mark Malone : Rudy
- 1998 : Aux confins d'Ozona (Outside Ozona) de Joseph S. Cardone : Wit Roy
- 1999 : Deal of a Lifetime de Paul Levine : Jerry
- 1999 : Elle est trop bien (She's All That) de Robert Iscove : Wayne Boggs
- 1999 : The Sex Monster de Mike Binder : Dr Jerry Berman
- 1999 : Situation critique (Deterrence) de Rod Lurie : le président Walter Emerson
- 1999 : La Fin des temps (End of Days) de Peter Hyams : Chicago
- 2000 : Mon voisin le tueur (The Whole Nine Yards) de Jonathan Lynn : Janni Pytor Gogolak
- 2000 : Steal This Movie de Robert Greenwald : Gerry Lefcourt
- 2001 : Un mariage trop parfait (The Wedding Planner) d'Adam Shankman : Dr John Dojny
- 2001 : Destination: Graceland (3000 Miles to Graceland) de Demian Lichtenstein : U.S marshall Damitry
- 2001 : Docteur Dolittle 2 de Steve Carr : Riley / voix de l'alligator
- 2002 : Stolen Summer de Pete Jones : Rabbi Jacobsen
- 2002 : Juwanna Mann de Jesse Vaughan : Lorne Daniels
- 2002 : Frank McKlusky, C.I. (vidéo) d'Arlene Sanford : Ronnie Rosengold
- 2002 : Mother Ghost de Rich Thorne : Dr Norris
- 2002 : Hyper Noël (The Santa Clause 2) de Michael Lembeck : Cupidon
- 2003 : Rolling Kansas de Thomas Haden Church : agent Brinkley (non crédité)
- 2003 : Blizzard de LeVar Burton : Archimedes
- 2004 : Seven Times Lucky de Gary Yates : Harlan
- 2004 : Mon voisin le tueur 2 (The Whole Ten Yards) de Howard Deutch : Lazlo
- 2005 : Otage (Hostage) de Florent-Emilio Siri : Walter Smith
- 2006 : Niagara Motel de Gary Yates : Michael
- 2006 : Super Noël 3 : Méga Givré (The Santa Clause 3: The Escape Clause) de Michael Lembeck : Cupidon
- 2007 : Givré ! (Numb) de Harris Goldberg : Tom
- 2008 : Otis de Tony Krantz : Elmo Broth
- 2008 : Tonnerre sous les Tropiques (Tropic Thunder) : le prêtre (non crédité)
- 2009 : Middle Men de George Gallo : Curt Allmans
- 2009 : 2:13 de Charles Adelman : Dr Simmons
- 2009 : Choose de Marcus Graves : le shérif Tom Wagner
- 2010 : Top Cops (Cop Out) de Kevin Smith : Hunsaker
- 2011 : Red State de Kevin Smith : Brooks
- 2011 : Drôles d'oiseaux (The Big Year) de David Frankel : Jim Gittelson
- 2012 : The Suspects (Columbus Circle) de George Gallo : Klandermann - également scénariste
- 2012 : Un été magique (The Magic of Belle Isle) de Rob Reiner : Joe Viola
- 2013 : Chez Upshaw de Bruce Mason : Heaton Upshaw
- 2013 : 3 Geezers! de Michelle Schumacher : Kevin
- 2013 : Max Rose de Daniel Noah : Christopher Rose
- 2013 : Grace Unplugged de Brad J. Silverman : Frank « Mossy » Mostin
- 2013 : Mission Père Noël (A Country Christmas) de Dustin Rikert : Max Schmucker
- 2014 : The One I Wrote for You d'Andrew Lauer : Mickey
- 2015 : Borealis de Sean Garrity : Tubby
- 2015 : Camino de Josh C. Waller : Donald
- 2016 : Compadres d'Enrique Begné : Tex The Banker
- 2016 : The Tiger Hunter de Lena Khan : Frank Womack
- 2016 : Special Correspondents de Ricky Gervais : Geoffrey Mallard
- 2016 : War Dogs de Todd Phillips : Ralph Slutsky
- 2017 : Axis d'Aisha Tyler : Cru (voix)
- 2017 : Les Trois Christs (Three Christs) de Jon Avnet : Dr Orbus
- 2017 : Armstrong de Kerry Carlock et Nicholas Lund-Ulrich : l'invité à la radio (voix)
- 2017 : The Night Is Young de Dave Hill et Matt Jones : le producteur
- 2018 : Front Runner : Le Scandale (The Front Runner) de Jason Reitman : Bob Martindale
- 2018 : Lez Bomb de Jenna Laurenzo : George
- 2019 : Goalie d'Adriana Maggs : Jack Adams
- 2019 : Benjamin de Bob Saget : Rick
- 2019 : Teacher d'Adam Dick : Bernard Cooper
- 2019 : Apparition de Waymon Boone : Warden White
- 2020 : : Notorious Nick d'Aaron Leong : Alex
- 2024 : Goodrich de Hallie Meyers-Shyer

Prochainement4 King de Mars Callahan : Paulie (en postproduction)

#### Courts métrages
- 1994 : Extra Terrorestrial Alien Encounter de Jerry Rees : Spinlok
- 2003 : True Confessions of the Legendary Figures : Cupide (non crédité)
- 2004 : Our Time Is Up de Rob Pearlstein : Dr Stern
- 2005 : Magnificent Desolation: Walking on the Moon 3D de Mark Cowen : le réalisateur (documentaire, voix originale)
- 2012 : Plus or Minus (+/-) de Jørgen Pedersen : le porte-parole du test de grossesse
- 2014 : Sharklumbo de Jack Bishop et Justin Nijm : Sharklumbo (voix)
- 2017 : Wiretap Scars d'Erik Boccio : le criminel organisé / intelligent
- 2019 : The Way the Future Was de Raphael Kryszek : Patrick

### Télévision

#### Téléfilms
- 1985 : La Bataille d'Endor (Ewoks: The Battle for Endor) : Voice Characterization (voix)
- 1990 : The World According to Straw : Straw
- 1997 : The Underworld : Charlie Dyer
- 1997 : The Don's Analyst : Dr Julian Riceputo
- 1998 : Le Combat de Ruby Bridges (Ruby Bridges) : Dr Robert Coles
- 2007 : The Staircase Murders : David Rudolf
- 2008 : Picture This de Stephen Herek : Tom Gilbert
- 2013 : Beverly Hills Cop de Barry Sonnenfeld : Rodney (téléfilm sorti en ligne en 2022)

#### Séries télévisées
- 1984 : Hot Flashes : Barry Gold
- 1988 : Coming of Age : Brian Brinker
- 1991 : Morton and Hayes : Chick Morton
- 1995 : Le Drew Carey Show (The Drew Carey Show) : M. Bell (1995-1996)
- 1998 : De la Terre à la Lune (From the Earth to the Moon) : Joe Shea, directeur du programme Apollo (mini-série)
- 1999 : Work with Me : Jordan Better
- 2006 : The Lost Room : Karl Kreutzfeld (mini-série)
- 2007 : Shark : Leo Cutler
- 2008 : Entourage : M. Levene
- 2012 : New York, unité spéciale (saison 13, épisode 11) : juge Gerald Crane
- 2014-2015 : Mom : Alvin Lester Biletnikoff (14 épisodes)
- 2017-2022 : Mme Maisel, femme fabuleuse (The Marvelous Mrs. Maisel) : Moishe Maisel (34 épisodes)
- 2017 : The Good Fight: Juge Kyle Gallo (1 épisodes)
- 2017-2019 : Better Things : Marion (5 épisodes)
- 2019 : Billions : le père de Taylor Mason (5 épisodes)
- 2024 : What We Do in the Shadows : Cal Bodian (saison 6, épisode 8)

## Voix francophones
En France, Jacques Bouanich est la voix régulière de Kevin Pollak,,. Patrice Dozier l'a également doublé à huit reprises.
Au Québec, Jean-Marie Moncelet est la voix française régulière de l'acteur.